# Борисов Іван Григорович
Іван Григорович Борисов (28 вересня 1921, селище Шелухино, Луховицький район, Московська область, Росія — 1954, Москва, РРФСР) — радянський військовий льотчик, майор Радянської Армії, учасник Радянсько-німецької війни, Герой Радянського Союзу (1943).

## Життєпис
В 1940 був призваний на службу в РСЧА, вступив військової школу пілотів. Через початок Радянсько-німецької війни був достроково випущений у званні сержанта. 28 червня 1941 був призначений пілотом 309-го винищувального авіаполку Московського району ППО, потім протягом року служив у Москві. 1 липня 1942 був переведений в 4-й винищувальний авіаполк, брав участь у боях на Брянському і Сталінградському фронтах.
Під Сталінградом був призначений в одну пару з Амет-Ханом Султаном. До осені 1942 збив 3 ворожих літака. У жовтні 1942 року разом з Амет-Ханом був зарахований в 9-й гвардійський авіаполк під командуванням Льва Шестакова, сформований з ініціативи командувача 8-ї повітряної армії Тимофія Хрюкіна. Там був призначений командиром ланки. 3 лютого 1943 отримав звання молодшого лейтенанта.
Брав участь у боях за визволення Ростовської області в парі з Амет-Ханом. 22 березня, прикриваючи ведучого від ворожої авіації, був поранений, але зміг посадити пошкоджений літак на аеродромі.
До осені 1943 гвардії старший лейтенант Іван Борисов командував ланкою 9-го гвардійської винищувального авіаполку 6-ї гвардійської винищувальної авіадивізії 8-ї повітряної армії 4-го Українського фронту.
До осені 1943 року здійснив 210 бойових вильотів, взяв участь у 80 повітряних боях, особисто збив 10 літаків та 8 — у групі.

## Нагороди
- 2 Ордена Червоного Прапора